# Noke Koi
Noke Koi o  Noke Kuin es un pueblo indígena que habita en el noroeste del estado brasileño de Acre, en las Tierras Indígenas del Río Gregório, municipio de Tarauacá y del Río Campinas, municipio de Cruzeiro do Sul y al centro de Acre, junto al límite con el estado de Amazonas, en la Tierra Indígena Katukina/Kaxinawá. Su idioma pertenece a la familia lingüística pano. Noke Koĩ significa “gente verdadera”. Fueron llamados catuquina-pano por los colonizadores.
Se dividen en seis clanes: Varinawa (gente del sol), Kamanawa (gente del jaguar), Satanawa (gente de la nutria), Waninawa (gente del chontaduro), Nainawa (gente del cielo) y Numanawa (gente de la paloma)